# Ричард Атънбъро
Ричард Самюъл Атънбъро, барон Атънбъро CBE (на английски: Richard Samuel Attenborough) е британски режисьор и актьор, носител на „Европейска филмова награда“, две награди „Оскар“, три награди „Златен глобус“ и пет награди на БАФТА. По-възрастен брат е на прочутия учен Дейвид Атънбъро. Става известен в световен мащаб с филмите „Недостижимия мост“ и „Ганди“.
Ричард Атънбъро е командор на Британската империя от 1967 г., рицар-бакалавър от 1976 г., барон и член на Камарата на лордовете от 1993 г.

## Биография
Роден е на 29 август 1923 г. в Кеймбридж, Великобритания. Започва да играе 12-годишен, на 18 прави и професионалния си театрален дебют. През 90-те години популярност му носи и ролята на Джон Хамънд във филма на Стивън Спилбърг – „Джурасик парк“. Той е трети председател на БАФТА (от 2002 г.).
Умира в Лондон на 24 август 2014 г. след дълго боледуване.

## Филмография

### Като режисьор
| Година | Филм               | Оригинално заглавие |
| ------ | ------------------ | ------------------- |
| 1977   | Недостижимият мост | A Bridge Too Far    |
| 1982   | Ганди              | Gandhi              |
| 1987   | Вик за свобода     | Cry Freedom         |

## Избрана филмография
| Година | Филм               | Оригинално заглавие | Роля                          | Режисьор        |
| ------ | ------------------ | ------------------- | ----------------------------- | --------------- |
| 1959   | Аз съм наред, Джак | I'm All Right Jack  | Сидни Де Вер Кокс             | Джон Боутинг    |
| 1963   | Голямото бягство   | The Great Escape    | командир на ескадрила Бартлет | Джон Стърджис   |
| 1993   | Джурасик парк      | Jurassic Park       | Джон Хамънд                   | Стивън Спилбърг |
| 1998   | Елизабет           | Elizabeth           | Уилям Сесил                   | Шекхар Капур    |